# Polifosfat

Estructura química de l'àcid trifosfòric una mena de polifosfat simple

Els polifosfats són polímers de fosfat units mitjançant grups hidroxil. La reacció de polimerització ocorre usualment per una reacció de condensació i l'enllaç químic entre grups fosfats solen ser un tipus d'enllaç covalent d'alta energia (enllaç fosfodièster). Així doncs, el trencament d'aquest enllaç allibera una gran quantitat d'energia, bé sigui en reaccions químiques espontànies o catalitzades per enzims amb activitat fosfatasa. L'ATP és un exemple de trímer de fosfat, un polímer amb tres grups fosfat units entre ells. En algunes espècies s'emmagatzema en orgànuls cel·lulars específics denominats acidocalcisomes.

## Exemples de polifosfats

### Tripolifosfat de sodi
El tripolifosfat de sodi, (Na₅P₃O10) s'ha usat àmpliament com un component dels detergents, en qualitat d'ablanidors d'aigua a les regions d'aigua dura millorant el rendiment del detergent. En els darrers anys ha augmentat la preocupació que això dona lloc a grans quantitats de fosfats tant al sistema de clavegueram i com als cursos naturals d'aigua, originant eutrofització. Això conduït a regular legalment la quantitat màxima de polifosfats en els detergents en alguns països com ara Alemanya, Itàlia o Àustria.

### Polifosfats inorgànics altament polimeritzats
Els polifosfats inorgànics altament polimeritzats foren descoberts en organismes vius per L. Liberman el 1890. Aquests compostos són polímers lineals que contenen entre uns pocs i diversos centenars de residus d'ortofosfats units per enllaços fosfoanhídric rics en energia.
En els éssers humans s'ha demostrat són que polifosfats tenen un paper fonamental en la coagulació de la sang. Produïts i alliberats per les plaquetes que s'activen factor XII, que és essencial per a la formació de coàguls de sang. A més polifosfats plaquetes derivades d'activar la coagulació de sang factor XII (factor de Hageman) que inicia la formació de fibrina i la generació d'un mediador pro-inflamatori, la bradicinina, que contribueix a la pèrdua dels vasos sanguinis i la trombosi.

Estructura química de l'àcid polifosfòric
Estructura química del trimetafosfat cíclic
Estructura química de l'ADP